# Gyula Andrássy mladší
Gyula Andrássy, plným jménem Gyula hrabě Andrássy von Csík-Szent-Király und Kraszna-Horka (30. června 1860 Trebišov – 11. června 1929 Budapešť), byl uherský šlechtic a rakousko-uherský politik. Na podzim 1918 byl předposledním ministrem zahraničí Rakouska-Uherska. Byť působil v této funkci pouze 9 dní, zapsal se do dějin jako muž, který za Rakousko-Uhersko přijal podmínky příměří prohrané první světové války a souhlasil se sebeurčením národů monarchie (Andrássyho nóta).

## Biografie
Byl synem uherského státníka Gyuly Andrássyho (1823–1890). Od roku 1885 zasedal v Uherském parlamentu. Od 10. června 1894 do 14. ledna 1895 zastával funkci ministra a latere Uherska (redukovaný rezort zahraničních věcí v rámci dualistického uspořádání, formálně ministr zastupující krále) ve vládě Sándora Wekerleho. Po zavedení nového jednacího řádu parlamentu za Istvána Tiszy odešel z vládní strany a působil pak v parlamentu jako předák liberální opozice. Po pádu Tiszy byl od 8. dubna 1906 do 17. ledna 1910 uherským ministrem vnitra ve druhé vládě Sándora Wekerleho. Nepodařilo se mu ale prosadit klíčové branné předlohy a návrh volební reformy.
Jeho politická kariéra pak vyvrcholila krátce v posledních týdnech existence monarchie. Od 24. října 1918 do 2. listopadu 1918 zastával post ministra zahraničí Rakouska-Uherska (jedno ze tří společných ministerstev Rakouska-Uherska, zřízených po rakousko-uherském vyrovnání) a z titulu této funkce byl i formálním ministerským předsedou Rakouska-Uherska. 27. října 1918 přijal jménem Rakouska-Uherska podmínky příměří požadované Spojenými státy americkými a výslovně uvedl, že vláda souhlasí s americkými postoji ohledně „práv národů rakousko-uherských, zejména práv Čechoslováků a Jihoslovanů“.  Zveřejnění textu Andrássyho nóty otevřelo cestu spontánnímu rozpadu státu prostřednictvím jednotlivých etnických hnutí. Právě veřejné publikování nóty stálo na počátku spontánních demonstrací v Praze 28. října, na nichž došlo k vyhlášení samostatnosti.
Po restauraci Uherského (či Maďarského) království byl aktivní jako člen nového maďarského parlamentu a roku 1921 se stal předsedou křesťansko-demokratické strany. V říjnu toho roku se podílel na druhém pokusu sesazeného císaře a krále Karla I. o převzetí moci v Maďarsku. Po neúspěchu restaurace Habsburků byl Andrássy vyšetřován. V roce 1926 se stáhl z politického života.